# Teratopora plicata
Teratopora plicata är en fjärilsart som beskrevs av George Francis Hampson 1914. Teratopora plicata ingår i släktet Teratopora och familjen björnspinnare. Inga underarter finns listade i Catalogue of Life.